# زبان اشاره چینی
زبان اشاره چینی زبان اشاره‌ای است که توسط ناشنوایان و کم شنوایان در چین استفاده می‌شود. این زبان با زبان اشاره تایوانی ارتباطی ندارد.